# Тальян
Тальян (Tallán), или Такльян (Tacllán), — древнейшая известная культура, существовавшая на северо-западе побережья Перу. Народность тальяны спустилась из гор Сьерры на прибрежные равнины и проживала в посёлках без заметной политической организации, с матриархатным укладом.
Центром культуры Тальян считается археологический объект Нариуала (Narihualá) в 17 км к югу от столицы региона Пьюра, где обнаружены жилые здания и ступенчатая пирамида в честь бога Валака.
Позднее тальяны были покорены царством Моче.
В современном Перу (в северо-западной части) диалектное слово «такльян» (Tacllán) означает разновидность плуга.